# فورد گالکسی (۱۹۵۹-۱۹۷۴)
فورد گالکسی (انگلیسی: Ford Galaxie) مدل خودرویی بود که از ۱۹۵۹ تا ۱۹۷۴ توسط شرکت فورد تولید می‌شد. این خودروی عضلانی و سایز بزرگ از نوع کروکی و محور عقب است. فورد گالکسی از خانواده استیشن واگن و سدان می‌باشد.

## نگارخانه

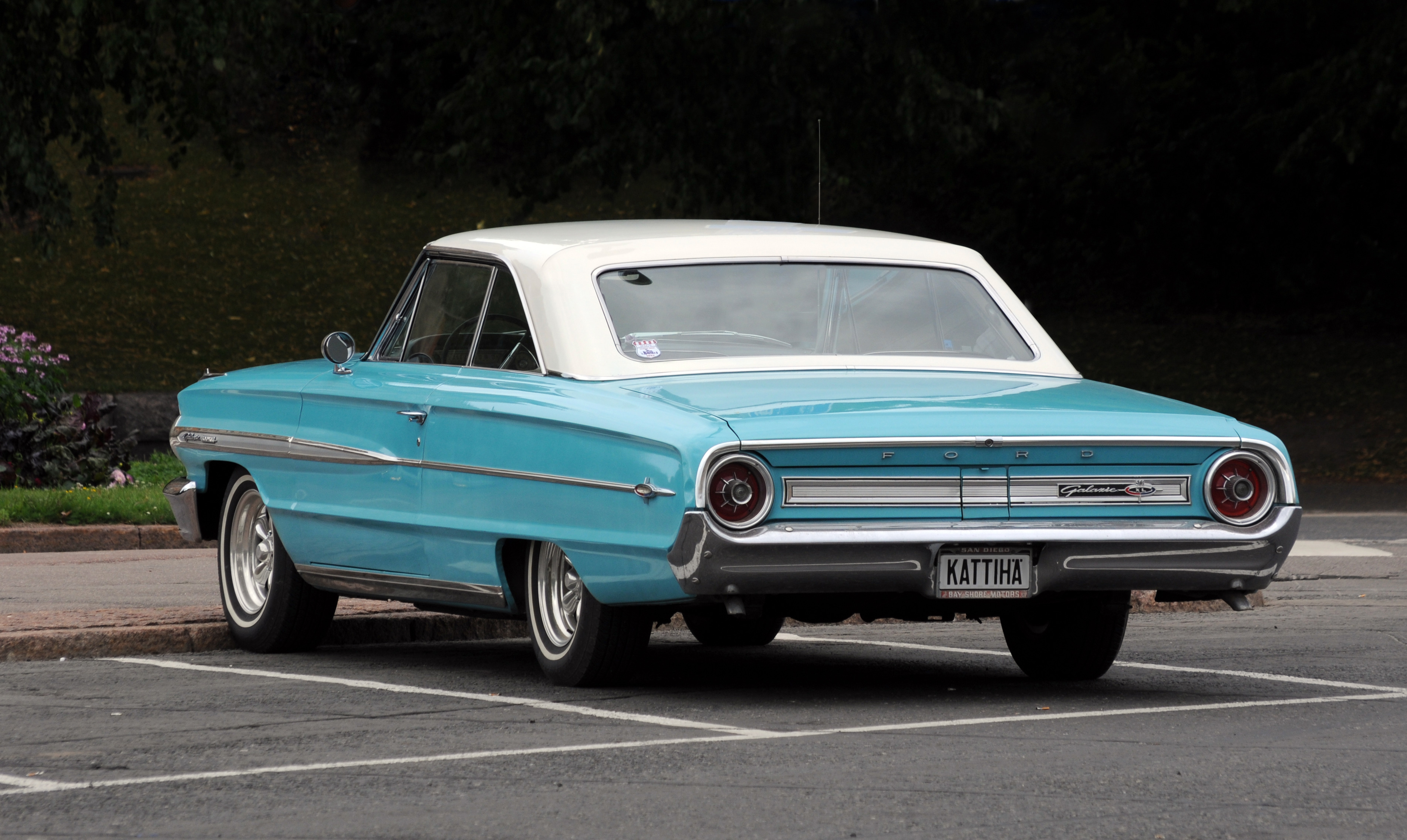
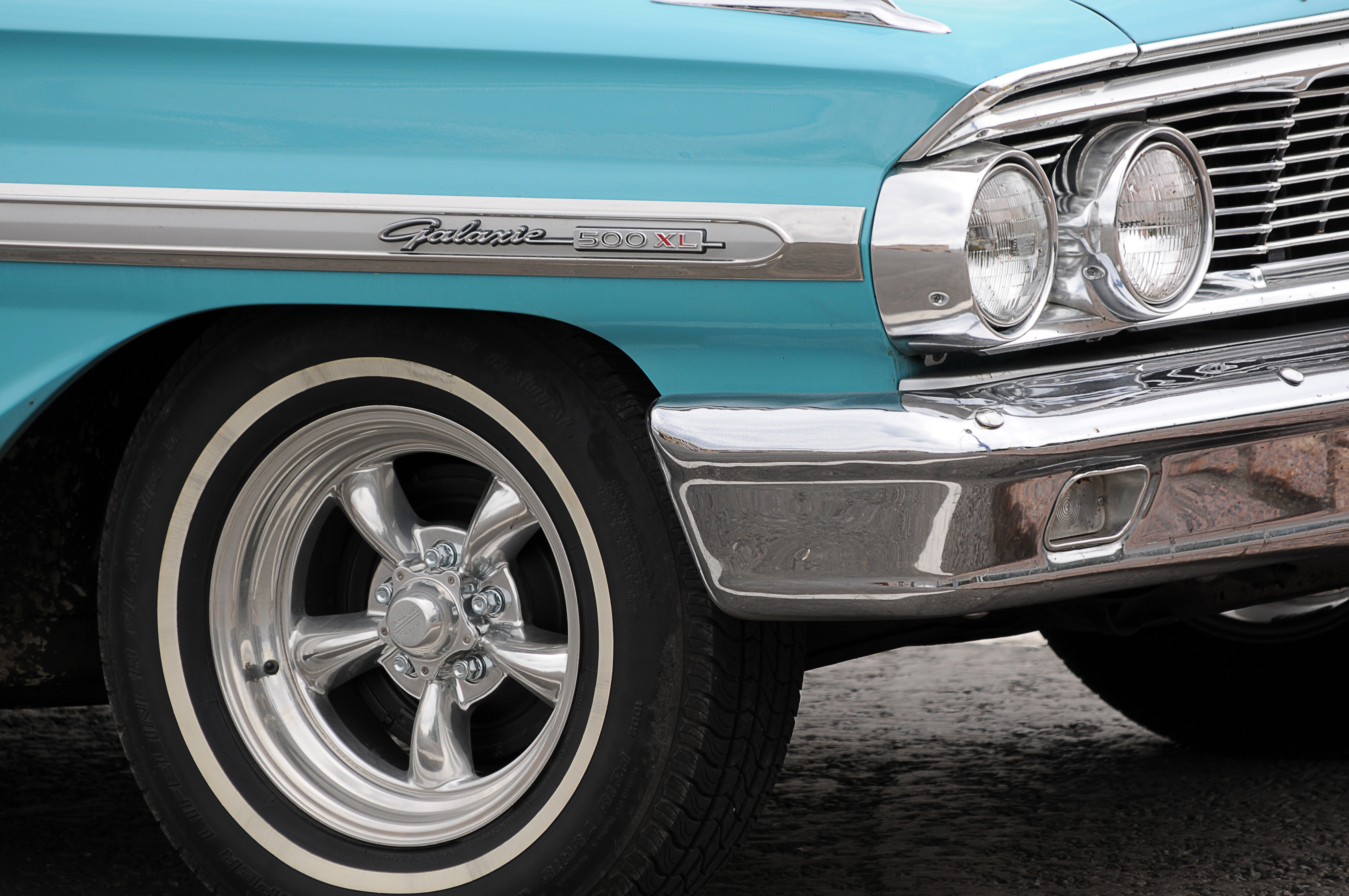
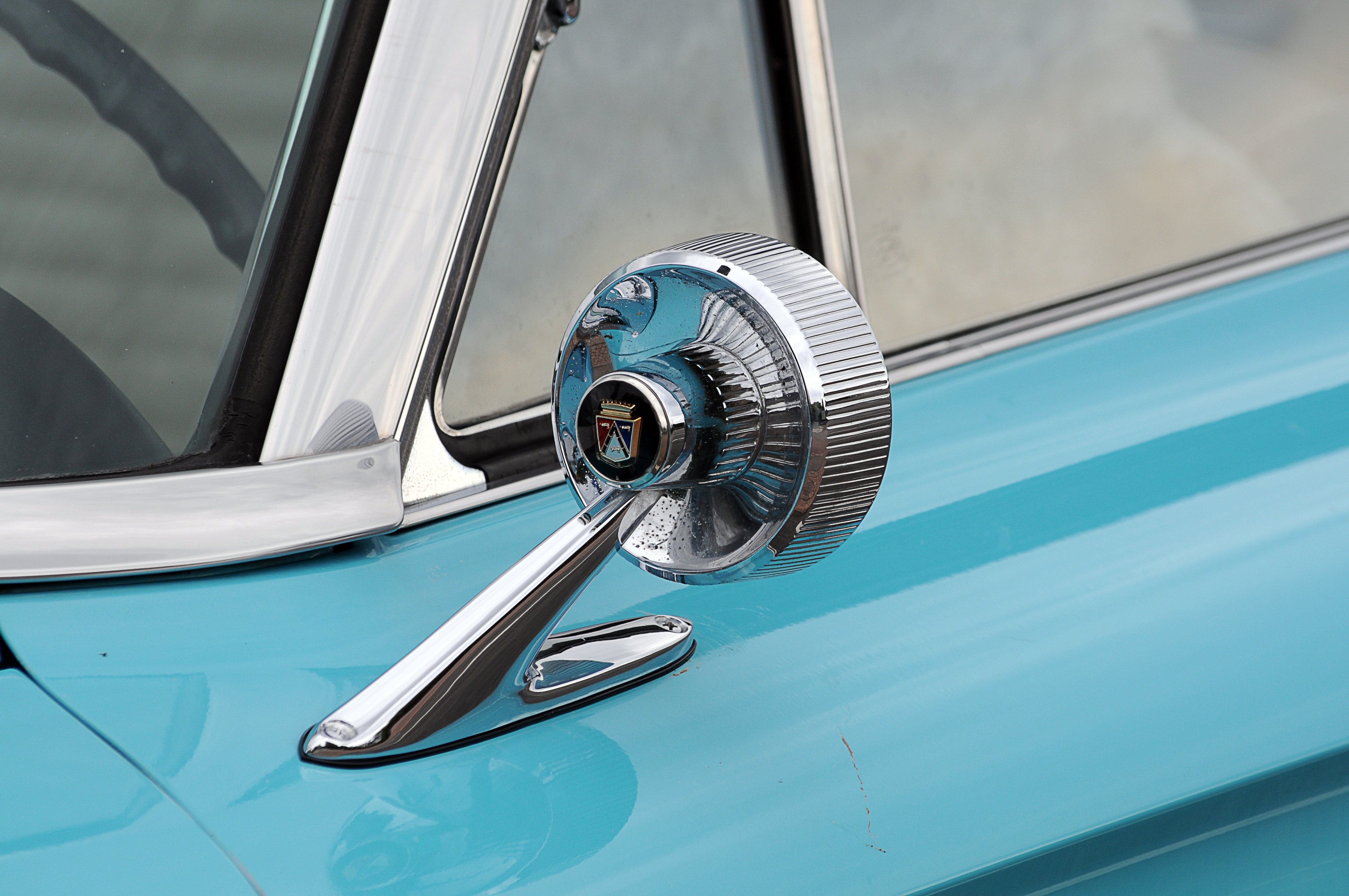
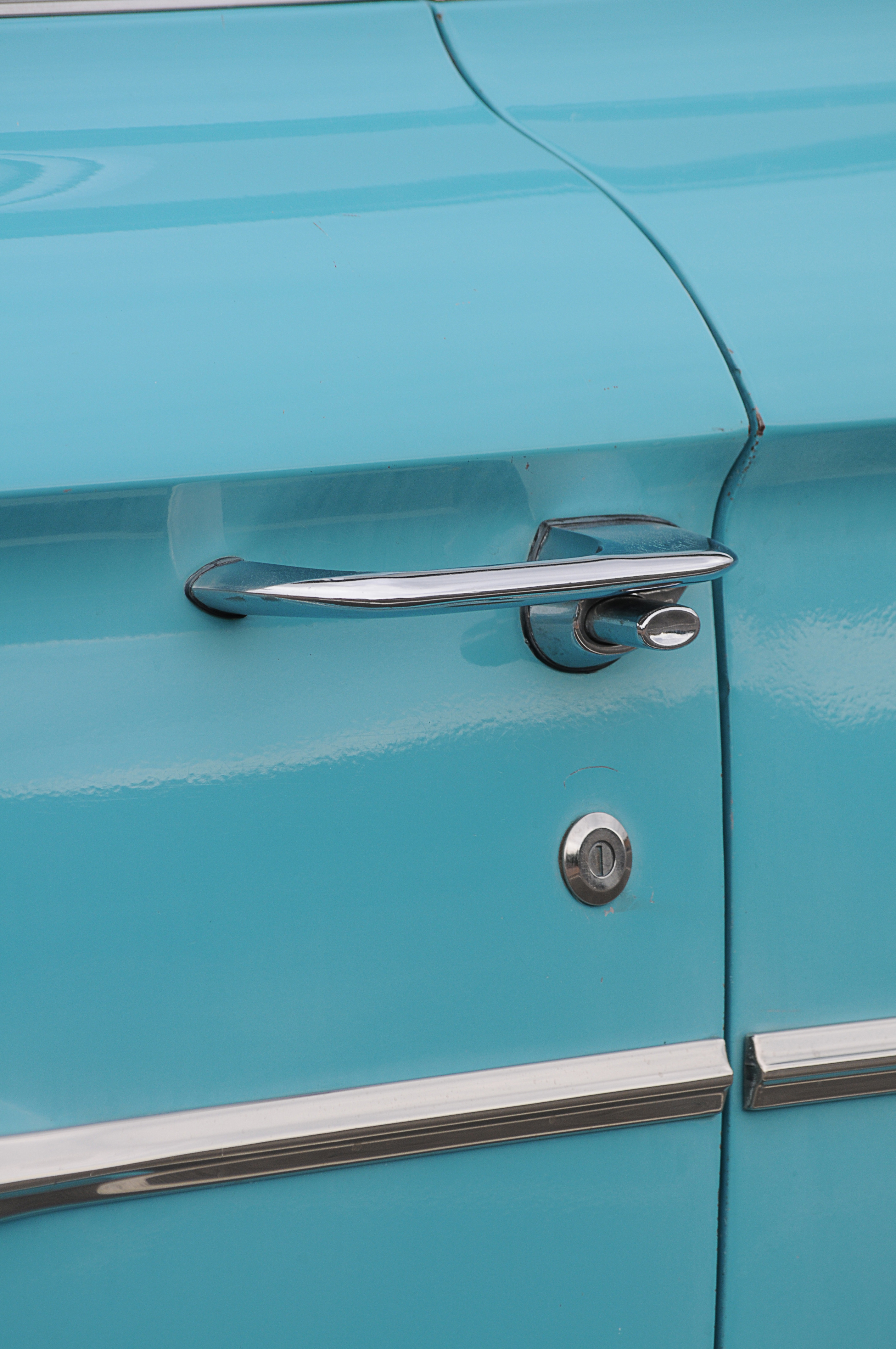
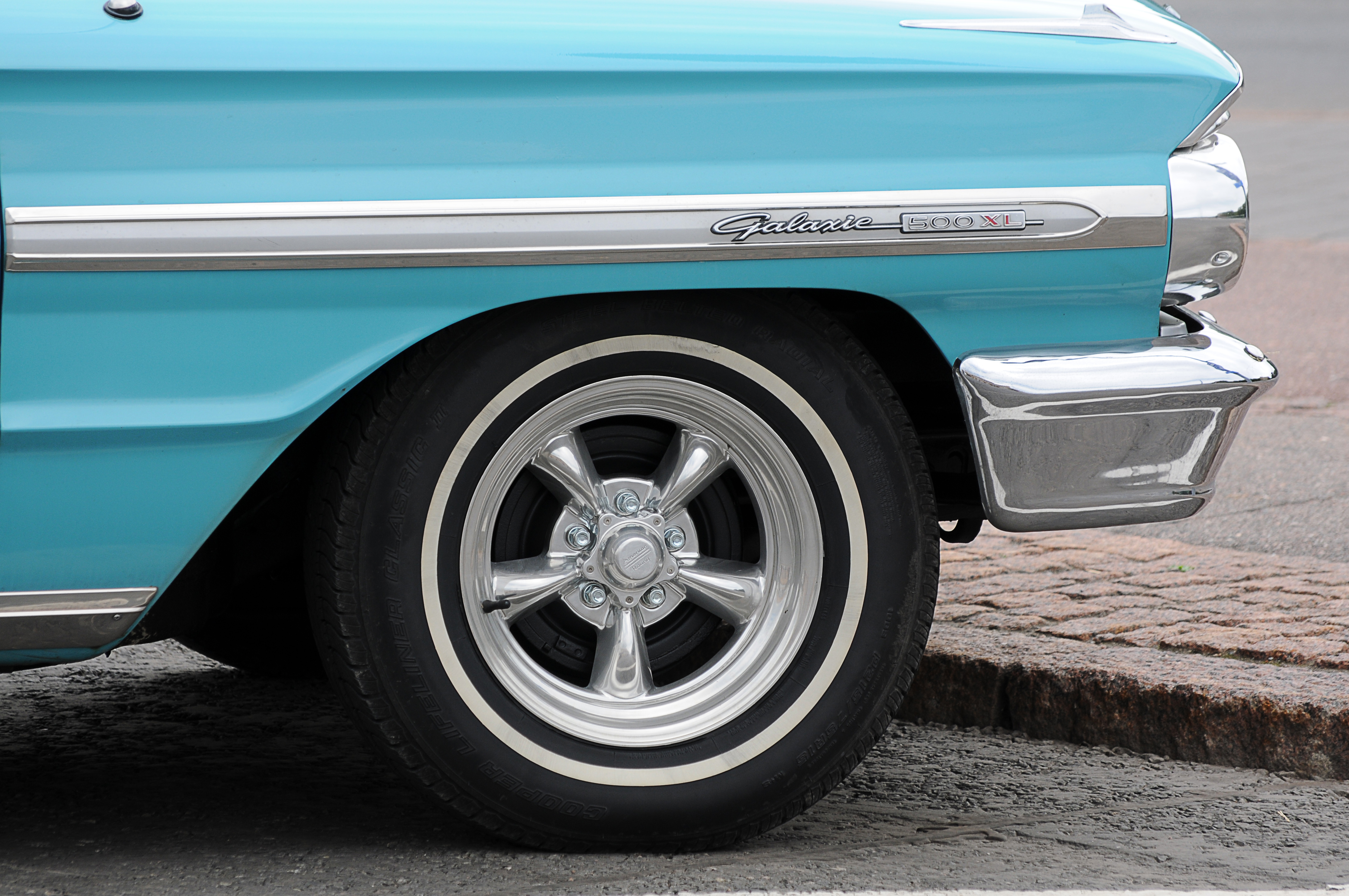
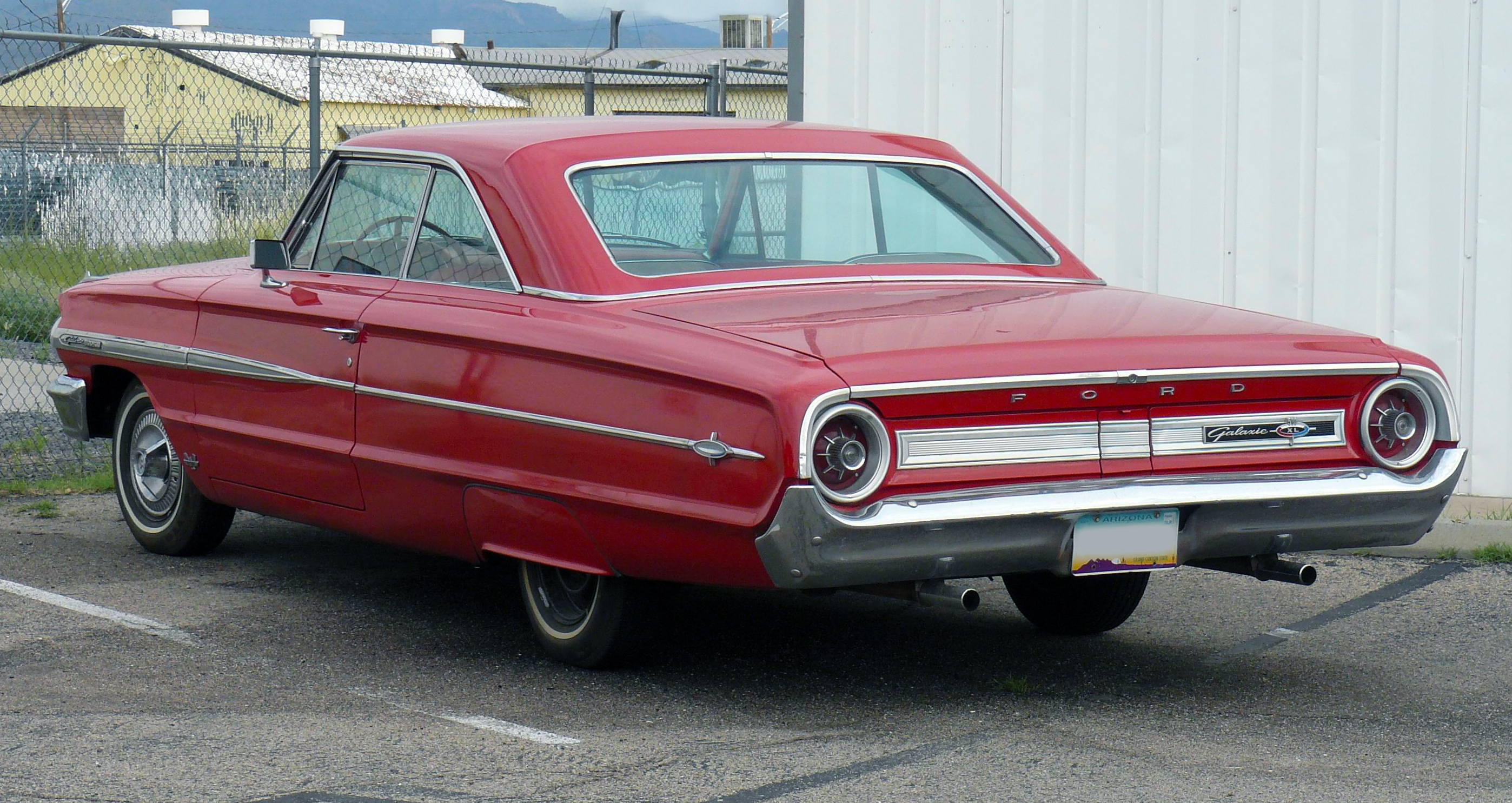
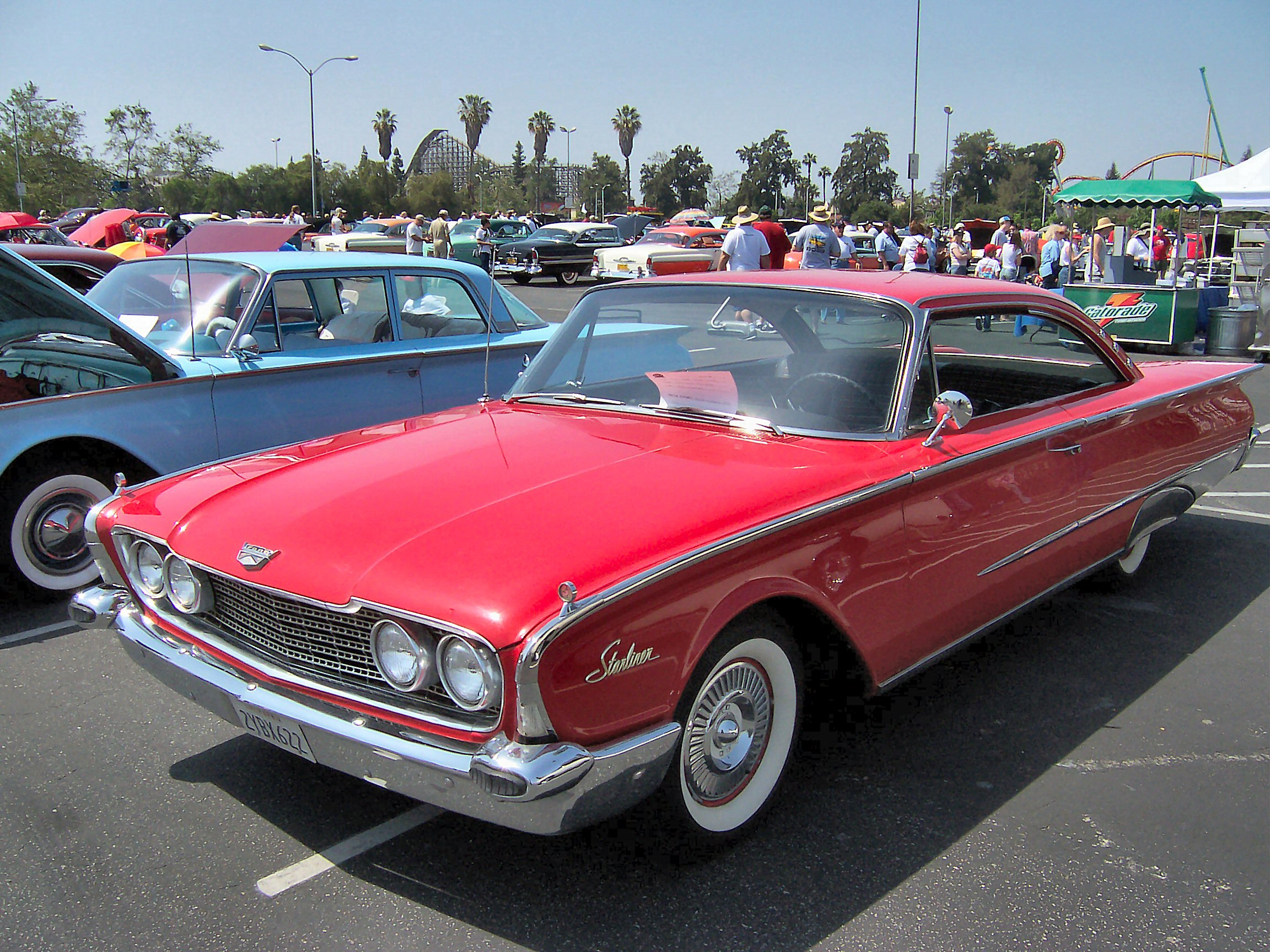
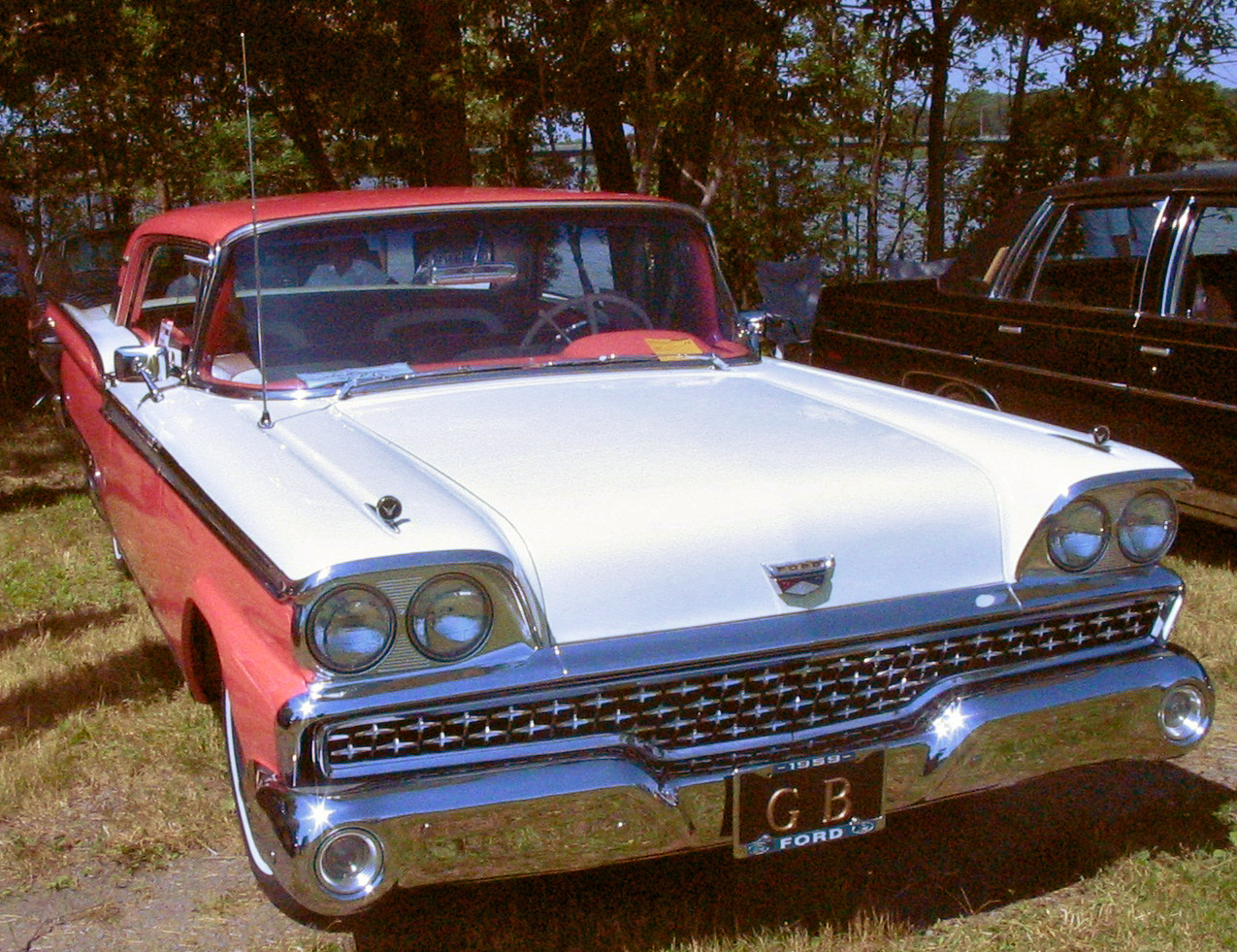